# Диомид (посёлок)
Диомид — посёлок в штате Аляска, США. На 2020 год, насчитывается около 80 местных жителей — эскимосов. Находится на острове Крузенштерна (Малый Диомид), эскимосское название Ингалик — «противоположный».

## География
По данным Бюро переписи населения США, поселок имеет общую площадь 2,84 квадратной мили (7,4 км2). Он целиком расположен на острове Крузенштерна, который располагается в середине Берингова пролива. Остров находится всего в 0,6 мили (0,97 км) от линии перемены дат и в 2,4 мили (3,9 км) от российского острова Ратманова.

## Геология
Остров Крузенштерна состоит из гранита мелового периода и кварцевого монцонита. Поселок расположен на единственном участке, имеющем спокойный рельеф, остальная территория острова представляет собой острые скалы с подъёмом около 40 ° и высотой 350—363 м. Растительность на острове очень скудная.

## История
Поселок имеет возраст около 3000 лет. В это время на остров с запада пришли Инупиаты, которые устроили на нём небольшое поселение. Согласно археологическим находкам, на острове была сильно развита культура, примером которой являлись сложные церемонии охоты на китов.

### 1648—1868
Первым путешественником, открывшим остров Крузенштерна, стал Дежнёв С. И., проводивший в 1648 году Чукотскую экспедицию. Второй раз остров был открыт 16 августа 1728 года Берингом В. И., который назвал остров Диомидом в честь святого Диомида.
В 1867 году остров был приобретен у Российской империи США в рамках покупки Аляски. Государственная граница была проведена между островами Крузенштерна и Ратманова.